# Tour del Porvenir 1985
La 23.ª edición del Tour del Porvenir (nombre oficial en francés: Tour de l'Avenir) fue una carrera de ciclismo en ruta por etapas que se celebró entre el 3 y el 16 de septiembre de 1985 en Francia con inicio en la comuna francesa de Castelsarrasin y final en Plaisance-du-Touch sobre una distancia total de 1.612 kilómetros.
La carrera fue ganada por el colombiano Martin Ramírez del equipo Café de Colombia-Varta-Mavic. El podio lo completaron el francés Éric Salomon del equipo La Vie Claire y el colombiano Samuel Cabrera del equipo Café de Colombia-Varta-Mavic.

## Equipos participantes
Tomaron parte en la carrera 17 equipos de los cuales 9 fueron selecciones nacionales amateur y 7 equipos profesionales:
| Equipos profesionales (8) - Café de Colombia-Varta-Mavic - Fagor - Fangio-Mavic - La Vie Claire - Renault Elf - Reynolds - Seat-Orbea - Skala Gazelle Equipos nacionales amateur (9) - Bélgica - Colombia - Dinamarca - Francia - Italia - Japón - República Democrática Alemana - Suiza - Unión Soviética |  |
| |  |

## Etapas
| Etapa      | Fecha     | Recorrido                                           | Distancia (km) | Ganador                  | Líder            |
| ---------- | --------- | --------------------------------------------------- | -------------- | ------------------------ | ---------------- |
| Prólogo    | 3 de sep  | Castelsarrasin – Castelsarrasin                     | 4,7            | Thierry Marie            | Thierry Marie    |
| 1.ª etapa  | 4 de sep  | Castelsarrasin – Valence d'Agen                     | 138,5          | Edgar Corredor           | Thierry Marie    |
| 2.ª etapa  | 5 de sep  | Valence d'‘Agen – Cahors                            | 185,5          | Alexander Zinovjev       | Thierry Marie    |
| 3.ª etapa  | 6 de sep  | Cahors – Villefranche-de-Rouergue                   | 172            | Stéphane Guay            | Dominique Gaigne |
| 4.ª etapa  | 7 de sep  | Villefranche-de-Rouergue – Villefranche-de-Rouergue | 49,5           | La Vie Claire            | Benno Wiss       |
| 5.ª etapa  | 8 de sep  | Cransac-les-Thermes – Albi                          | 196            | Jean-Paul van Poppel     | Benno Wiss       |
| 6.ª etapa  | 9 de sep  | Albi – Revel                                        | 91             | Miguel Induráin          | Benno Wiss       |
| 7.ª etapa  | 9 de sep  | Revel – Foix                                        | 98             | Dzhamolidin Abduzhaparov | Benno Wiss       |
| 8.ª etapa  | 10 de sep | Foix – Guzet-Neige                                  | 143,5          | Antonio Agudelo          | Éric Salomon     |
| 9.ª etapa  | 11 de sep | Saint Girons – Superbagnères                        | 130            | Martín Ramírez           | Martín Ramírez   |
| 10.ª etapa | 13 de sep | Luchon – Lourdes                                    | 121            | Charly Mottet            | Martín Ramírez   |
| 11.ª etapa | 14 de sep | Lourdes – Tarbes                                    | 30             | Miguel Induráin          | Martín Ramírez   |
| 12.ª etapa | 15 de sep | Tarbes – Mauvezin                                   | 168            | Charly Mottet            | Martín Ramírez   |
| 13.ª etapa | 16 de sep | Mauvezin – Plaisance-du-Touch                       | 85             | Benno Wiss               | Martín Ramírez   |

## Clasificaciones finales
Las clasificaciones finalizaron de la siguiente forma:

### Clasificación general
| Clasificación general |                       |                              |                  |
| Ciclista              | Ciclista              | Equipo                       | Tiempo           |
| --------------------- | --------------------- | ---------------------------- | ---------------- |
| 1.º                   | Martín Ramírez        | Café de Colombia-Varta-Mavic | 43 h 47 min 03 s |
| 2.º                   | Éric Salomon          | La Vie Claire                | + 1 min 09 s     |
| 3.º                   | Samuel Cabrera        | Café de Colombia-Varta-Mavic | + 1 min 32 s     |
| 4.º                   | Pedro Muñoz Machín    | Fagor                        | + 2 min 34 s     |
| 5.º                   | Antonio Agudelo       | Café de Colombia-Varta-Mavic | + 4 min 02 s     |
| 6.º                   | Bernard Richard       | Francia                      | + 6 min 29 s     |
| 7.º                   | Bruno Cornillet       | La Vie Claire                | + 10 min 21 s    |
| 8.º                   | Daniel Amardeilh      | Francia                      | + 12 min 46 s    |
| 9.º                   | William Palacio       | Colombia                     | + 14 min 28 s    |
| 10.º                  | Jean-François Bernard | La Vie Claire                | + 14 min 28 s    |

### Clasificación por puntos
| Clasificación por puntos |                          |                 |        |
| Ciclista                 | Ciclista                 | Equipo          | Puntos |
| ------------------------ | ------------------------ | --------------- | ------ |
| 1.º                      | Alexandre Zinoviev       | Unión Soviética | 172    |
| 2.º                      | Stéphane Guay            | Francia         | 151    |
| 3.º                      | Djamolidine Abdoujaparov | Unión Soviética | 147    |
| 4.º                      | Frank Van De Vijver      | Bélgica         | 134    |
| 5.º                      | Laurent Amardeilh        | Francia         | 133    |

### Clasificación de la montaña
| Clasificación de la montaña |                    |                              |        |
| Ciclista                    | Ciclista           | Equipo                       | Puntos |
| --------------------------- | ------------------ | ---------------------------- | ------ |
| 1.º                         | Samuel Cabrera     | Café de Colombia-Varta-Mavic | 258    |
| 2.º                         | Antonio Agudelo    | Café de Colombia-Varta-Mavic | 138    |
| 3.º                         | Martín Ramírez     | Café de Colombia-Varta-Mavic | 121    |
| 4.º                         | Éric Salomon       | La Vie Claire                | 120    |
| 5.º                         | Pedro Muñoz Machín | Fagor                        | 113    |

### Clasificación por equipos
| Clasificación por equipos |                              |                   |
| Equipo                    | Equipo                       | Tiempo            |
| ------------------------- | ---------------------------- | ----------------- |
| 1.º                       | Café de Colombia-Varta-Mavic | 131 h 32 min 18 s |
| 2.º                       | La Vie Claire                | + 13 min 22 s     |
| 3.º                       | Francia                      | + 28 min 53 s     |
| 4.º                       | Colombia                     | + 42 min 57 s     |
| 5.º                       | Unión Soviética              | + 1 h 08 min 40 s |